# Muscadet (voilier)
Pour les articles homonymes, voir Muscadet.
Le Muscadet est le nom d'une classe de voilier de croisière côtière conçue par Philippe Harlé en 1963. Avec le Corsaire et le Mousquetaire, il est l'un des voiliers en contreplaqué ayant permis l'essor de la plaisance en France.

## Historique
Le Muscadet apparaît en 1963. Il est construit par le chantier Aubin jusqu'en 1979 ; il sera produit à près de six cents exemplaires durant cette période. Parmi les évolutions notables, on peut noter le mât métallique en 1970 et un capot coulissant plutôt que pivotant. Une version dériveur lesté a été tentée, sans grand succès : si le Muscadet est un voilier de croisière côtière, il reste davantage tourné vers le large que les autres voiliers de même taille. Seuls une cinquantaine d'exemplaires de ce type ont été construits.
Dans les courses, il ne se distingue pas particulièrement. À l'époque de son lancement, il court dans les courses du Groupement de courses au large (GCL), réservées au voiliers de moins de 24 pieds, mais est battu par le Challenger dessiné par André Mauric. Il reste pourtant relativement rapide par rapport aux standards de l'époque grâce à sa raideur à la toile et à sa maniabilité. Certains navigateurs ont ainsi traversé l'Atlantique avec un Muscadet, notamment lors de la Mini Transat, qui a connu 36 participations de Muscadet, bien que remplacé par d’autres plans Harlé : le Gros Plant et le Coco.
Il s'attire de nombreuses sympathies en tant que bateau de croisière, réputé pour sa solidité, son aspect convivial et « familial », au point de susciter un esprit de corps et la création d'une association dédiée en 1987, l'Association des propriétaires de Muscadet.
S'il ne coûtait que 9 500 francs à sa sortie, ce qui le rendait très abordable, son prix était monté à 41 700 francs en 1976, le classant parmi les plus chers de sa catégorie ; ceci peut expliquer l'arrêt de sa production en 1979.

## Description
Le Muscadet possède des lignes sans élégance et relativement peu performantes, ce qui lui a valu le surnom de « vilain petit canard ». Il privilégie en revanche la simplicité de construction et donc un faible coût : il dispose d'un simple bouchain, de murailles rectilignes à simple courbure, ce dernier point étant imposé par l'utilisation du contreplaqué. Il est doté d'une quille contenant le lest
Le safran est accroché au tableau arrière, ce qui le rend plus vulnérable aux vibrations, au décrochage dans les vagues et à la rupture des aiguillots ou fémelots, mais permet aussi l'échouage. Un aileron sera ajouté après quelques années pour réduire les vibrations et descendre l'aiguillot inférieur.
Le pont est de type flush-deck, c'est-à-dire continu. S'il a pour inconvénients un franc-bord élevé et une tonture négative qui nuisent à l'esthétique, il permet d'avoir une plus grande surface de manœuvre, un plus grand volume dans la cabine et une meilleure solidité. Le mât est à l'origine posé sur un massif en bois permettant de répartir l'effort de compression ; ceci a été remplacé par une implantation directement sur la cloison de la cuisine, reposant elle-même sur la quille, ce qui a permis de réduire les renforts intérieurs et d'augmenter la hauteur sous barrots de 8 centimètres. Les cadènes de haubans sont rentrées en 1970 afin de pouvoir border davantage le génois, et le bouge sera augmenté.
À l'intérieur, la cabine dispose d'une double couchette en V à l'avant séparée de deux banquettes à l'arrière par une petite cuisine sur bâbord et d'une table à cartes sur tribord. L’intérieur de cinq Muscadets,série de 1964, sont uniques car ils sont inversés (cuisine à tribord et table à cartes à bâbord). Les banquettes arrière servent de carré et de couchettes supplémentaires, permettant à quatre personnes d'y vivre. La cuisine est par défaut équipée d'un simple réchaud sur cardan et de quelques équipets. Un évier a été ajouté par la suite.
Le jeu de voiles de base comprend un génois léger, un foc inter, éventuellement deux autres focs, un tourmentin et un spi.

## Jauge
L'Association des propriétaires de Muscadet a créé en 1996 une jauge « Muscadet » afin de pouvoir continuer à faire courir ensemble les Muscadet. Au 1er janvier 2009, la jauge dans sa version 2.4 est de rigueur.